# Јабланица (област)
Јабланица лежи у централном делу Балканског полуострва, у јужном делу Србије и захвата део леве стране слива Јужне Мораве. Представља део субрегије Јужно Поморавље у ширем смислу, а захвата простор сливова реке Јабланице и њених притока. Област је добила назив управо по реци Јабланици која протиче дуж целе њене територије и даје јој основни печат.

## Физичко-географске одлике

### Рељеф
У рељефу Јабланице могу се издвојити два различита дела са доста изразитом границом међу њима. Они се међусобно разликују у више погледа. Један од њих је равничарски и заузима североисточни и источни део области, а други је брдско-планински и простире се на западу, југозападу и југу.
Бошњачко поље лежи у североисточном делу области. Представља западни део Лесковачке котлине. Тектонски облици рељефа представљени су и планинама које ограничавају Јабланицу. То су планине Гољак (1 181 m) на југу, Кукавица на југоистоку (1 441 m), Радан (1 409 m) на северозападу и Мајдан на западу. Гољак планина представља систем планинских врхова који заузимају југозападне, јужне и југоисточне пределе Јабланице. Ови врхови су развође реке Јабланице према Кривој реци па представљају границу Јабланице и области косовског Поморавља.
Радан планина протеже се на северозападу од Лебана. Она је хорст планина изграђена од кристаластих шкриљаца. Шкриљци су у северозападном делу области (сливови Гајтанске и Пусте реке) прекривени наслагама терцијарних еруптива, андезита и туфова. Еруптиви су саставни делови андезитског масива, површине 750 km², који се протеже и у сливу Косанице. У планинском простору Радана могу се издвојити ужа и шира зона. Ужа зона захвата површину од 25 km², а простире се од Соколовца до Дели воде. Има правац простирања СЗ-ЈИ на дужини од 5 km. Шира зона има дужину од 11 km од села Власа до села Ображда. Она се простире на површини од 60 km². Шире планинско подручје Радана обухвата благо заталасани простор између Арбанашке планине на северозападу, Пауновог брда на северу, Падине на североистоку, Големог рида на истоку, Петковца на југоистоку, долине Гајтанске реке и превоја Врата на југу. Већи нагиби и изразитија дисекција рељефа су на северном него на јужном делу планине.
Огранци Радана спуштају се ка рекама Косаници и Топлици на северу, Јабланици на југу и Пустој реци на југоистоку. Површи на планини имају степеничасто простирање.
Планина Мајдан, са правцем пружања југ-север, чини развође између сливова Јабланице и Косанице. Источно од ове планине, а изнад рудника Леце, налази се Расовача (814 m), најмања планина у Јабланици. На планинама Јабланице велика је дисецираност морфолошких облика, створена радом спољашњих и унутрашњих сила.
На територији области присутни су и палеовулкански облици рељефа. Током терцијара западни део ове области био је вулкански активан. Ова активност је у вези са тектонским дислокацијама које пресецају ову територију. Најкрупнији остатак вулканске активности је оштра купа Мркоњског виса (1 017 m) која се налази у изворишту реке Јабланице, код Тулара. Купа је изграђена од трахитских стена. То је заправо стари нек или дајк који је испран ерозијом и денудацијом.
Најмаркантнији флувијално-денудациони облици рељефа у области су речне долине. Истичу се долине река Јабланице, Туларске, Бањске, Газдарске и Шуманске. Оне су композитне и клисурасте. Долинске стране долина Јабланице, Туларске, Газдарске и Шуманске реке, састављене од кристаластих шкриљаца, дисециране су попречним долинама притока. Својом лепотом посебно се истичу долине Газдарске и Шуманске реке.
Долина Шуманске реке одликује се котлинастим алувијалним проширењима са песковитим плажама али и вировима већих дубина. Клисураста долина Бањске реке дубока је до 900 m. Њене долинске стране местимично су нагнуте до 50° и разбијене споредним долинама које су често на ушћима скоро висеће. Корита брзих планинских поточића имају местимично јаче изражене прагове због чега се формирају лепи мали слапови и водопади. На ушћима ових потока у Бањску реку наилази се и на џиновске лонце.